# Victor d'Urbal
Victor (Louis Lucien), barón de Urbal (15 de noviembre de 1858, Sarreguemines - 29 de enero de 1943, París) fue un oficial francés durante la Primera Guerra Mundial . 

## Vida
Ingresó en la Escuela Especial Militar de Santo-Cyr el 15 de noviembre de 1876 abandonandola en 1878, trasladándose a la Escuela de caballería en Saumur. Entrando en acción en Argelia de 17 de enero de 1889 a 31 de diciembre de 1890. 
En 1906 fue puesto al mando del regimiento de caballería y el 24 de junio de 1911 de la IV Brigada de Dragones, con la que partió al inicio de la Primera Guerra Mundial en agosto de 1914. Tomó el mando de la 7ª División de Caballería el 25 de agosto de ese año, pero rápidamente fue ascendido a jefe del 33º Cuerpo de Ejército el 20 de septiembre. Un mes después, el 20 de octubre, fue puesto al mando de todas las tropas francesas en Bélgica, luego el 16 de noviembre del 8º Ejército . Estuvo al mando del 8. ° Ejército hasta el 2 de abril de 1915, cuando fue transferido al mando del 10. ° Ejército, que dirigió durante la Batalla de La Bassée del 10 de octubre al 2 de noviembre de 1914, la Segunda Batalla de Artois (mayo a julio de 1915) y la Tercera Batalla de Artois de septiembre a octubre de 1915.
Fue retirado del servicio activo el 4 de abril de 1916 y nombrado inspector general de caballería en las zonas del ejército el 8 de abril del mismo año. Fue nombrado inspector general de los depósitos de caballería en las zonas del ejército el 28 de febrero, cargo que ocupó hasta el 1 de junio de 1919, cuando se retiró por completo, pasando a las reservas el 15 de noviembre de 1920. Se encuentra enterrado en Los inválidos . 

## Rangos
- Sub-Lugarteniente (15 de octubre de 1879)
- Lugarteniente (11 de junio de 1882)
- Capitán (10 de diciembre de 1887)
- Chef d'escadrons (25 de mayo de 1897)
- Coronel de lugarteniente (12 de julio de 1908)
- Coronel (22 de diciembre de 1906)
- General de Brigada (20 de junio de 1911)[3]
- General de División (30 de agosto de 1914)